# Lucilina polyomma
Lucilina polyomma är en blötdjursart som först beskrevs av J. Richard M. Bergenhayn 1932.  Lucilina polyomma ingår i släktet Lucilina och familjen Chitonidae. Inga underarter finns listade i Catalogue of Life.